# Walther Amonn
Walther Amonn (auch Walter geschrieben; * 28. Juni 1898 in Bozen, Österreich-Ungarn; † 27. Jänner 1989) war ein Südtiroler Unternehmer, Mäzen und Politiker.

## Biographie
Amonn führte ab 1913 zusammen mit seinem Bruder Erich Amonn die Firma Amonn, die in den Bereichen Herstellung und Vertrieb von Farben, Handel mit Papier und Hotelbedarf, landwirtschaftlichen Produktionsmitteln und Konsumgütern tätig war. Nach der Gründung des Handels- und Dienstleistungsverbands Südtirol 1946 wurde er zu dessen erstem Präsidenten gewählt.
Der „Dableiber“ Amonn gehörte in der Zeit der Operationszone Alpenvorland zu den bürgerlichen Widerstandskreisen in Südtirol. 1948 wurde er als Kandidat der Südtiroler Volkspartei in den Bozner Gemeinderat gewählt und betreute in der Folge im Stadtrat das Finanzressort. Bei den Wahlen 1952 konnte er ein Mandat für den Regionalrat Trentino-Südtirol und damit gleichzeitig den Südtiroler Landtag erringen, das er bis 1956 innehatte. In diesem Zeitraum fungierte er auch als stellvertretender Assessor in der Regionalregierung Trentino-Südtirol.
Privat engagierte sich Amonn, der auch einige Bücher publizierte, im Kunst- und Museumswesen, u. a. war er 30 Jahre lang Präsident des Vereins Südtiroler Weinmuseum. 1983 übertrug er seine Privatsammlung, die Rosengartenkapelle in Eppan und den Ansitz Moos-Schulthaus der Stiftung Walther Amonn.